# Uwagi nad życiem Jana Zamoyskiego
Uwagi nad życiem Jana Zamoyskiego – praca Stanisława Staszica opublikowana anonimowo w roku 1787. Dzieło uważane jest za inicjujące wielki ruch umysłowy Sejmu Czteroletniego. Przeważała w nim świadomość zagrożenia niepodległościowego Polski. Staszic zawarł w nim propozycje środków zaradczych dla uratowania kraju przed upadkiem.
Książka składała się z 19 rozdziałów, między innymi: Edukacja, Prawodawstwo, Władza wykonawcza etc., tytuł ostatniego rozdziału: Sposób ratowania Polski od podziału.
Staszic nawiązywał w dużej mierze do umowy społecznej Rousseau. „Wolny lud”, zrzeszony na zasadzie całkowitej równości, realizować miałby swoją wolność poprzez podporządkowanie się woli zbiorowej, która oddawać powinna bezpośrednie tendencje, a przynajmniej większości tych jednostek. Utrata wolności następuje – zdaniem Staszica – w momencie zagarnięcia władzy przez jednostkę lub grupę jednostek. Społeczeństwo zaś jest wartością moralną, a szczęście może polegać jedynie na podporządkowaniu się woli zbiorowej.
Staszic modyfikuje teorie Rousseau. Gdy Rousseau głosi konieczność uznania woli większości, Staszic motywuje to odniesieniem do świata przyrody, o którego rozwoju decyduje prawo silniejszego. Z takim rozumieniem społeczeństwa łączy się koncepcja narodu. Narodem są bowiem wszystkie stany. Staszic występował więc przeciw „wyłącznictwu” jednej klasy uważającej się za reprezentację całej reszty społeczeństwa.
Co do systemu rządzenia Staszic odbiegał od teorii Monteskiusza o rozdziale władzy prawodawczej od wykonawczej. Żądał bezpośredniego sprawowania władzy przez lud, aby władza rządziła i ustalała prawa. Pisał: Niechaj Sejm nieustanny moc prawodawczą z mocą wykonawczą złączy
Edukacja według Staszica miała być podporządkowana nadrzędnym celom narodowym. Ważną rolę miało odgrywać zaszczepienie cech społecznych, warunkujące przygotowanie młodego człowieka do życia w zbiorowości ludzkiej. Żądał upaństwowienia szkolnictwa w myśl Komisji Edukacji Narodowej, ale wbrew jej stanowisku postulował rozpoczęcie nauki od problemów moralności społecznej, akcentując potrzebę rozszerzenia zajęć praktycznych, przygotowujących do życia publicznego i zawodowego.
Za najmniej produktywne Staszic uważał wychowanie klasztorne, dowodził bezsensowności teologicznych twierdzeń o nagrodzie w życiu po życiu. Przydatność religii motywował istnieniem Najwyższej Istoty, rozumianej w duchu deistycznym, sprawiedliwej, karzącej i nagradzającej.